# Attigny (Wogezy)
Attigny – miejscowość i gmina we Francji, w regionie Grand Est, w departamencie Wogezy.
Według danych na rok 1990 gminę zamieszkiwało 280 osób, a gęstość zaludnienia wynosiła 17 osób/km² (wśród 2335 gmin Lotaryngii Attigny plasuje się na 769. miejscu pod względem liczby ludności, natomiast pod względem powierzchni na miejscu 285.).